# デーラウ
デーラウ (ドイツ語: Döhlau)は、ドイツ連邦共和国バイエルン州オーバーフランケン行政管区ホーフ郡に属する町村（以下、本項では便宜上「町」と記述する）で、ホーフ市の南東約6kmの連邦道 B15沿いのバイエルン・フォクトラントに位置する。

## 地理

### 自治体の構成
デーラウは、公式には7つの地区 (Ort) からなる。このうち孤立農場などを除く集落を以下に列記する。
- デーラウ
- ラームロイト
- ノイデーラウ
- ノイタウパーリッツ
- タウパーリッツ

## 歴史
デーラウが初めて文献に登場するのは、1348年。ピューエルの領主が、デーラウに所領を有していた。やがて、この領地はホーエンツォレルン家の（1791年以降はプロイセン王国の）バイロイト侯領となり、ティルジットの和約でフランス領となった後、1810年にバイエルン王国領となった。バイエルン王国の行政改革の時代、1818年の自治体令によって今日の自治体としてのデーラウが誕生した。1978年にそれまで独立した自治体であったカウテンドルフとタウパーリッツが合併して現在の形となった。

## レクリエーション

### タウパーリッツ湖/クェリッツ湖
タウパーリッツ地区には、クェリッツ湖がある。湖畔は、遊泳場となっていて、幼児用の区画や、非遊泳者区域も用意されている。毎年初夏には、タウパーリッツ湖フェスタが行われる。湖フェスタの日曜日には花火が上がり、湖がイルミネーションに照らされる。

## 人物

### 出身者
- テオドール・アルト (Theodor Alt, 1846 - 1937) 画家。デーラウ地区の生まれ
- テア・フォン・ハルボウ (Thea von Harbour, 1888 - 1954) 劇作家。タウパーリッツ地区の生まれ

## 引用
1. ↑  https://www.statistikdaten.bayern.de/genesis/online?operation=result&code=12411-003r&leerzeilen=false&language=de Genesis-Online-Datenbank des Bayerischen Landesamtes für Statistik Tabelle 12411-003r Fortschreibung des Bevölkerungsstandes: Gemeinden, Stichtag (Einwohnerzahlen auf Grundlage des Zensus 2011)
2. ↑  Bayerische Landesbibliothek Online